# Courcelles (Doubs)

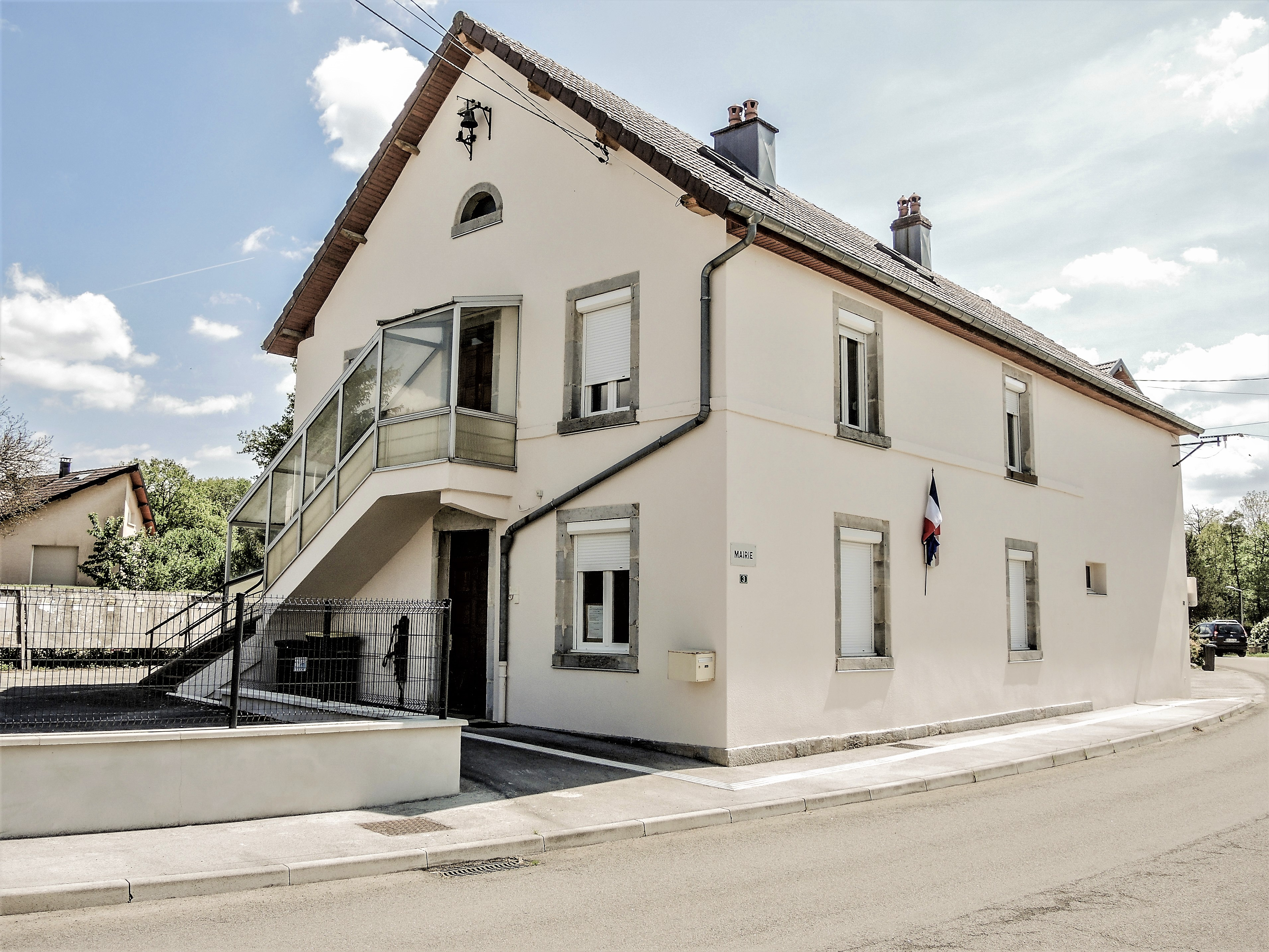
Mairie (Rathaus)

Courcelles [kuʁsɛl] ist eine französische Gemeinde mit 105 Einwohnern (Stand: 1. Januar 2022) im Département Doubs in der Region Bourgogne-Franche-Comté.

## Geographie
Courcelles liegt auf 360 m, etwa 17 Kilometer südsüdwestlich der Stadt Besançon (Luftlinie). Das Dorf erstreckt sich im Jura, auf einem Plateau rund 80 m über dem Tal der Loue, das hier in einem Bogen weit nach Norden ausgreift, östlich der Höhe des Landet.
Die Fläche des 3,61 km² großen Gemeindegebiets umfasst einen Abschnitt des französischen Juras. Begrenzt wird das Gebiet im Osten durch die Loue, die sich mit gewundenem Lauf in einem Tal bewegt, das ungefähr 80 m tief in die umgebenden Plateaus eingeschnitten ist. Die steilen Hänge sind an einigen Orten von markanten Kalkfelswänden durchzogen. Der flache Talboden weist eine Breite von rund 600 m auf. Nach Westen erstreckt sich das Gemeindeareal auf das angrenzende Plateau von Courcelles, das durchschnittlich auf 370 m liegt und teils von Wiesland, teils von Wald bestanden ist. Ganz im Süden reicht das Gebiet auf den Kirchhügel (Église du Mont), auf dem mit 416 m die höchste Erhebung von Courcelles erreicht wird.
Nachbargemeinden von Courcelles sind Charnay und Chenecey-Buillon im Norden, Rurey im Osten, Rouhe im Süden sowie Palantine im Westen.

## Geschichte
Der Ortsname geht auf das lateinische Wort corticella (kleiner Hof) zurück. Im Mittelalter gehörte Courcelles zur Herrschaft Châtillon-sur-Lison. Zusammen mit der Franche-Comté gelangte das Dorf mit dem Frieden von Nimwegen 1678 an Frankreich.

## Sehenswürdigkeiten
Auf einem Hügel, der das Plateau von Courcelles um rund 40 m überragt, steht die Kirche Église du Mont, die den Gemeinden Courcelles, Rouhe, Palantine und Goux-sous-Landet als Pfarrkirche dient. Sie wurde im 13. Jahrhundert erbaut und besitzt einen gotischen Chor. Der alte Ortskern ist durch verschiedene Bauernhäuser im charakteristischen Stil der Franche-Comté aus dem 17. bis 19. Jahrhundert geprägt.

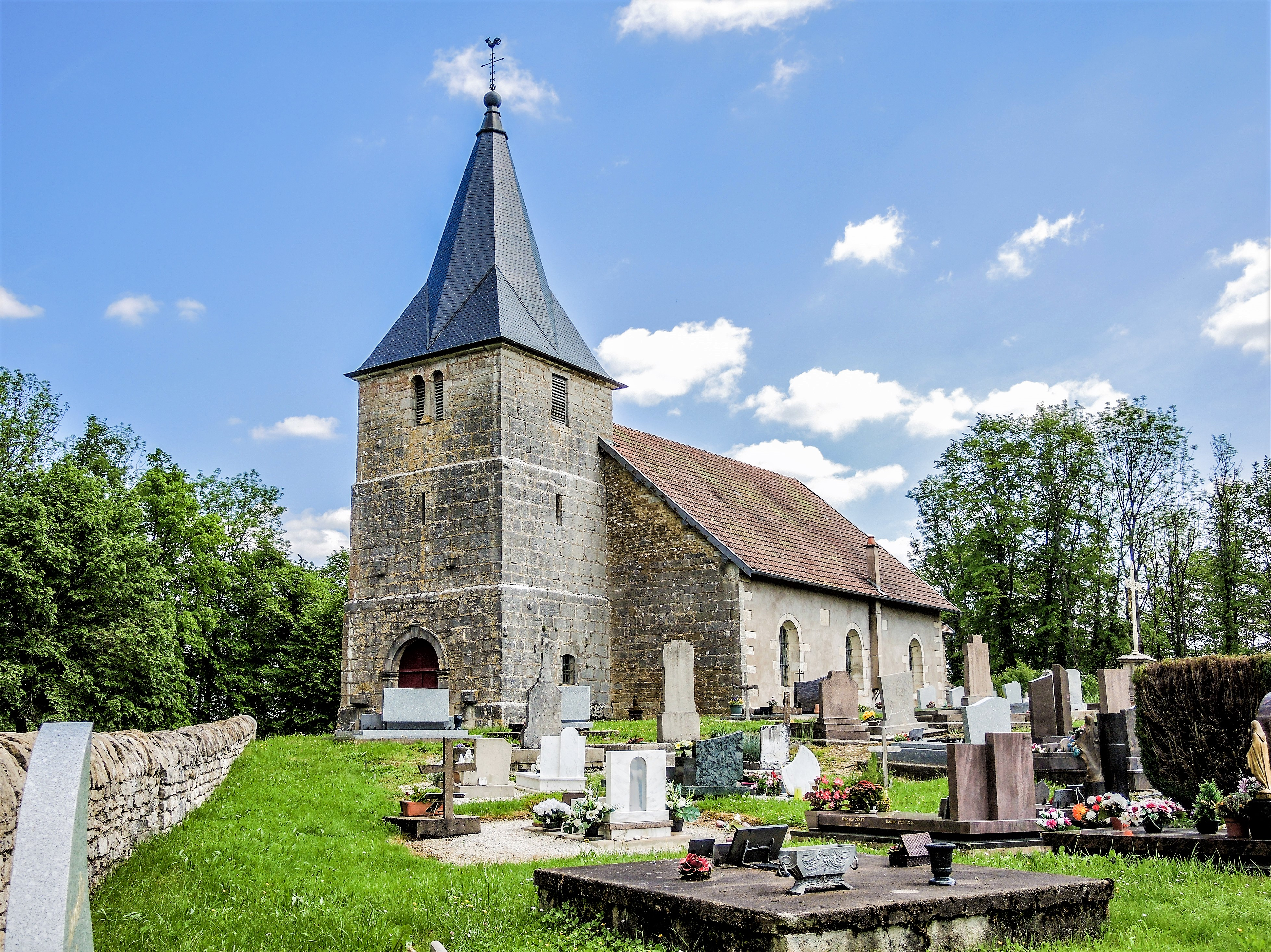
Église du Mont
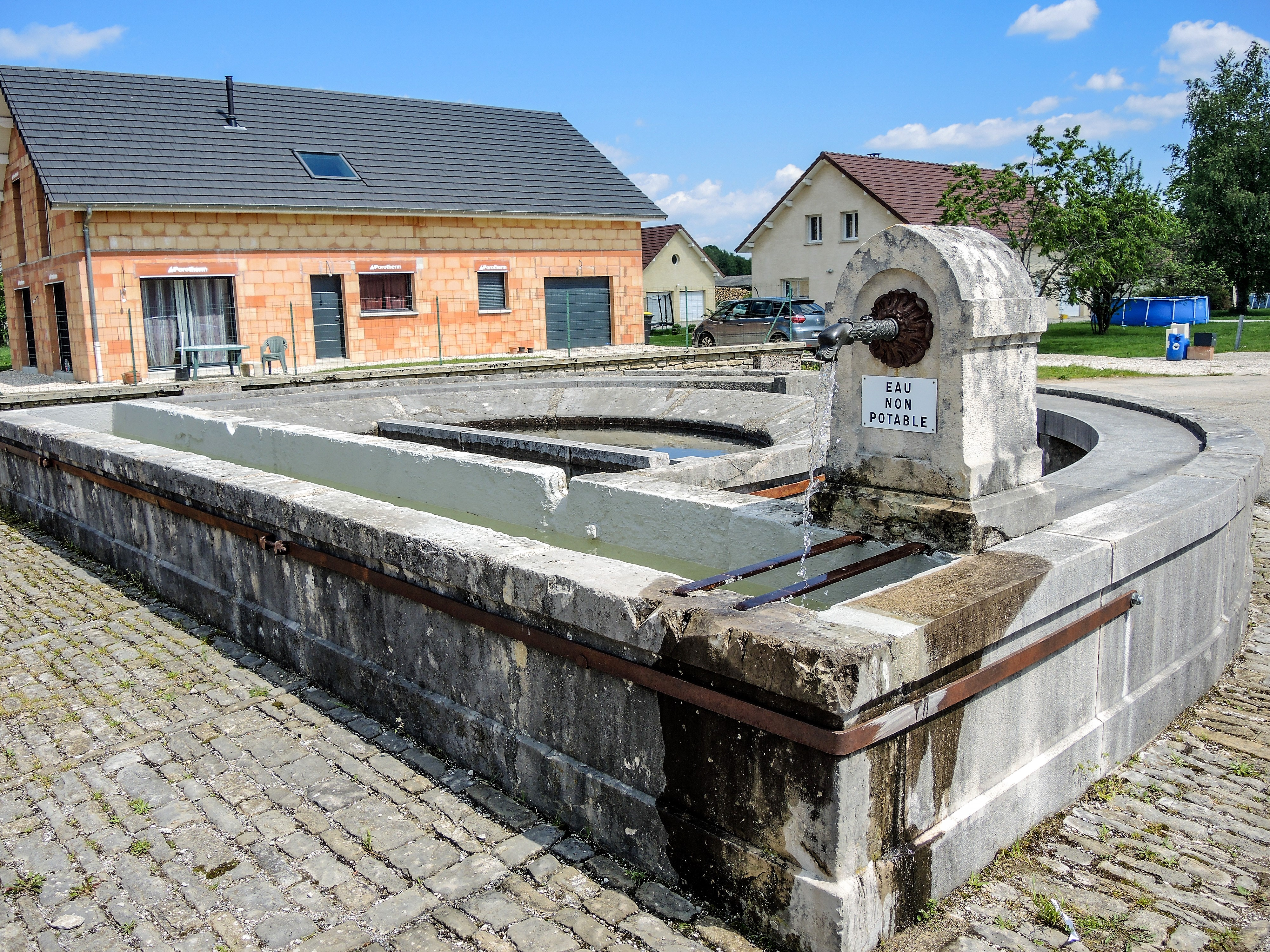
Brunnen und ehemaliger  halbkreisförmiger Waschplatz

## Bevölkerung
| Jahr                       | 1962 | 1968 | 1975 | 1982 | 1990 | 1999 | 2016 |
| Einwohner                  | 55   | 51   | 58   | 65   | 63   | 63   | 108  |
| Quellen: Cassini und INSEE |      |      |      |      |      |      |      |

Mit 105 Einwohnern (Stand 1. Januar 2022) gehört Courcelles zu den kleinsten Gemeinden des Départements Doubs. Während des 20. Jahrhunderts pendelte die Einwohnerzahl stets im Bereich von 50 bis 90 Personen.

## Wirtschaft und Infrastruktur
Courcelles war bis weit ins 20. Jahrhundert hinein ein vorwiegend durch die Landwirtschaft und die Forstwirtschaft geprägtes Dorf. Noch heute leben die Bewohner zur Hauptsache von der Tätigkeit im ersten Sektor. Außerhalb des primären Sektors gibt es fast keine Arbeitsplätze im Dorf. Einige Erwerbstätige sind auch Wegpendler, die in den umliegenden größeren Ortschaften ihrer Arbeit nachgehen.
Die Ortschaft liegt abseits der größeren Durchgangsstraßen an einer Departementsstraße, die von Quingey nach Épeugney führt. Weitere Straßenverbindungen bestehen mit Charnay, Châtillon-sur-Lison und Palantine.